# Ambam
Ambam, chef-lieu du département de la Vallée-du-Ntem, est une commune du Cameroun dans la région du Sud. C'est la principale ville Fang Ntoumou, on y parle le fang. 

## Géographie
Commune frontalière du Gabon et de la Guinée équatoriale, la ville d'Ambam est située sur la route nationale 2 à 90 km au sud du chef-lieu régional Ebolowa et à près de 243 km de Yaoundé.

## Histoire
La localité prend le nom de Ambam pendant la colonisation allemande par déformation du mot Mbama qui signifie campement en langue Ntoumou. Ambam est instaurée en chef-lieu de subdivision en 1921 par l'administration coloniale française. Elle prend le statut de commune mixte rurale en 1952, puis commune rurale en 1974. Chef-lieu du Département de la Vallée du Ntem créé le 1er septembre 1992, Ambam est instaurée en commune par la loi de 2004.

## Population
Lors du recensement de 2005, la commune comptait 41 089 habitants, dont 15 964 pour Ambam Ville.

## Chefferies traditionnelles
L'arrondissement de Ambam compte quatre chefferies traditionnelles de 2e degré :
- 781 : Canton Ntoumou Nord
- 782 : Canton Mvae Est et Nord
- 783 : Canton Ntoumou Est
- 784 : Canton Ntoumou Sud I

## Administration

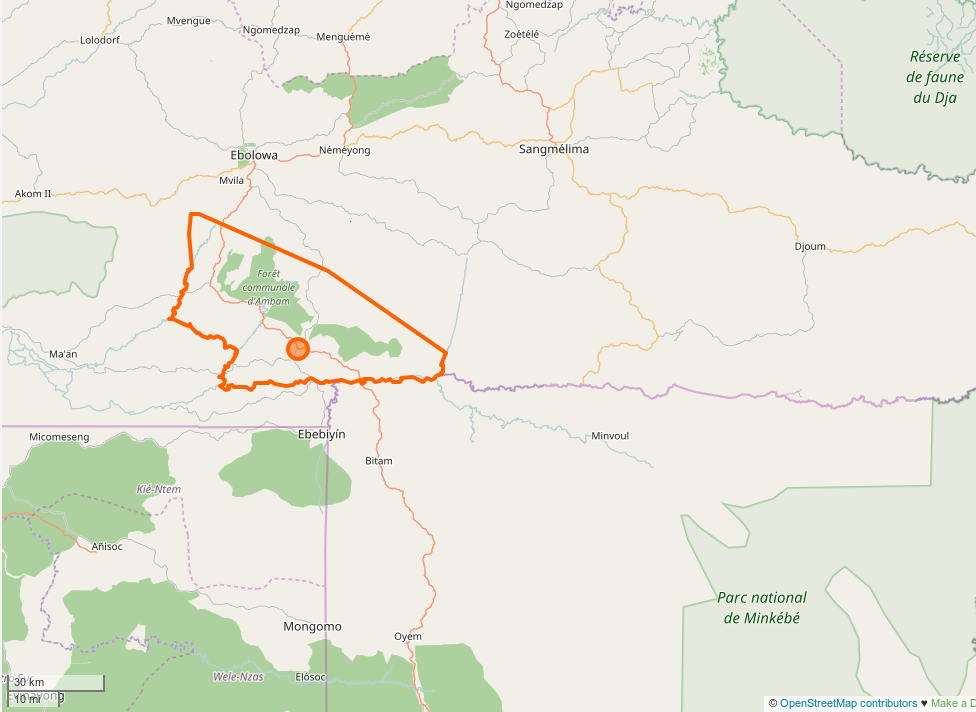

La localité chef-lieu communal est constituée de dix quartiers urbains, N'nam Okuin, Be Ndang, Efono, Mone N'nam Okuin, Onayong, Bikuan Eté et est limité par Mengomo, au nord, Ekoum Doum à l'ouest, Mfena Doum au sud.
Outre Ambam proprement dit, la commune comprend les villages suivants  :
- Abang Bethel
- Abang Minkok I
- Adjap
- Akak-Metom
- Akam-Bitam
- Akam-Messi
- Akina
- Akom-Bikak
- Akonetyé
- Akoulezok
- Ambam-Ayat
- Andom
- Assandjik
- Biléossi
- Bilik Bi Yama
- Bilik Bitho
- Bindameyos
- Biyi Eba
- Biyi Efack
- Ebozi I
- Ebozi II
- Ekoumedoum
- Elon
- Engout-Adjap
- Konemekak
- Kou'ou-Si
- Mbamessaobam
- Medjimi
- Medjounou
- Mefoup
- Mekaman
- Mekoé
- Mekomo
- Memvin
- Mengama
- Mengomo
- Messi-Messi
- Meyo Nyaka
- Meyo-centre
- Meyo-Elié
- Mfenadoum
- Mfoul Okok
- Mindi-Mi-Oveng
- Minkok
- Minsele
- Minyin
- Ngang
- Ngom
- Ngom Essa Obam
- Nkan
- Nko'ombé
- Nkomelen
- Nkolefoulan
- Nkolekon
- Nkotoveng
- Nkoumekeke
- Nlono
- Nnezam
- Nong
- Npkwa-Evole
- Nsakoua
- Nselang
- Nsessoun
- Nyazanga
- Oveng
- Oveng-Essakoran
- Oveng-Essakoran
- Tho I
- Tho II
- Yama
- Yosma'an
- Zalom
- Zaminkam
- Nkomelen

## Éducation
La ville dispose d'un lycée (le collège d'enseignement secondaire a été érigé en lycée en juillet 2007), Elle compte une école primaire. Le collège Saint Charles Lwanga est un établissement confessionnel fondé en 1966, il est le premier établissement d'enseignement secondaire créé dans la vallée du Ntem.

## Cultes
La ville est le siège de la paroisse catholique de Notre Dame de la Providence d'Ambam rattachée au diocèse d'Ebolowa.

## Économie
La ville d'Ambam est restée très longtemps une plaque tournante des échanges économiques entre le Cameroun et ses voisins gabonais et équatoguinéen. Cette activité économique a subi un ralentissement à la veille des années 2000 du fait de la création d'un marché international situé encore plus près des frontières. Il faut préciser que ce nouveau marché n'a pas très affecté la ville d'Ambam, d'autant plus que les principaux acteurs économiques de cette région résident dans la ville d'Ambam.
Ambam est dotée  d'une pharmacie, un dispensaire, un S.A.R, de l'office des postes et télécommunications et d'un centre commercial. Elle dispose d'une centrale électrique isolée exploitée par Enéo d'une capacité installée de 1900 kW construite en 1976.

## Personnalités
- Enam Mendamo Alexis, footballeur né à Ambam
- Pierre Onna Eyi, gynécologue-obstétricien à la retraite (actuel chef du village de Meyo-Centre) très apprécié des populations de la région d'Ambam, l'un des médecins les plus brillants du département de la Vallée-du-Ntem et l'un des meilleurs gynécologues camerounais de sa génération.
- Emmanuel Gérard Ondo NdongG
- Antoine Bikoro
- Emmanuel Edou

## La Chefferie de Meyo-centre
À la suite de querelles de succession au feu chef Samuel Eyi Menye, il y a à présent deux chefferies : une à Meyo-Centre I (Carrefour) et une autre à Meyo-Centre II.